# Litauens håndboldlandshold (herrer)
Litauens håndboldlandshold for mænd er det mandlige landshold i håndbold for Litauen. Det repræsenterer landet i internationale håndboldturneringer. De reguleres af Litauens håndboldforbund (litauisk: Lietuvos Rankinio Federacija).

## Resultater

### VM
- 1997: 10.-plads

### EM
- 1998: 9.-plads
- 2022: 21.-plads

## Nuværende spillertrup
Trup pr. 2012, under EM-kvalifikationsrunden. 
| Nr. | Spiller               | Klub                    |
| --- | --------------------- | ----------------------- |
| 1   | Arūnas Vaškevičius    | GC Amicitia             |
| 70  | Almantas Savonis      | HSG Düsseldorf          |
| 12  | Egidijus Petkevičius  | Labaro Toledo BM        |
| 16  | Vilius Rašimas        | Lūšis Kaunas            |
| 3   | Aurelijus Sabonis     | Cuenca 2016             |
| 13  | Andrius Žygelis       | Granitas Kaunas         |
| 14  | Remigijus Čepulis     | Labaro Toledo BM        |
| 18  | Romas Kirveliavičius  | AON Fivers              |
| 22  | Karolis Stropus       | Dragūnas Klaipėda       |
| 2   | Valdas Novickis       | HSG Düsseldorf          |
| 7   | Aidenas Malašinskas   | Bidasoa Irun            |
| 19  | Mindaugas Andriuška   | Schwaz                  |
| 27  | Vaidotas Grosas       | Cuenca 2016             |
| 28  | Povilas Babarskas     | Granitas Kaunas         |
| 10  | Andrius Račkauskas    | Innsbruck               |
| 24  | Robertas Švedas       | Granitas Kaunas         |
| 20  | Tautvydas Mikalauskas | Grupo Pinta Torrelavega |
| 5   | Modestas Bakaitis     | Saint-Cyr Touraine      |
| 8   | Augustas Strazdas     | Labaro Toledo BM        |

Træner:Gintaras Savukynas

## Kendte spillere
- Elvijs Borodovskis
- Dainis Krištopāns
- Māris Veršakovs